# Kirchberg in Tirol

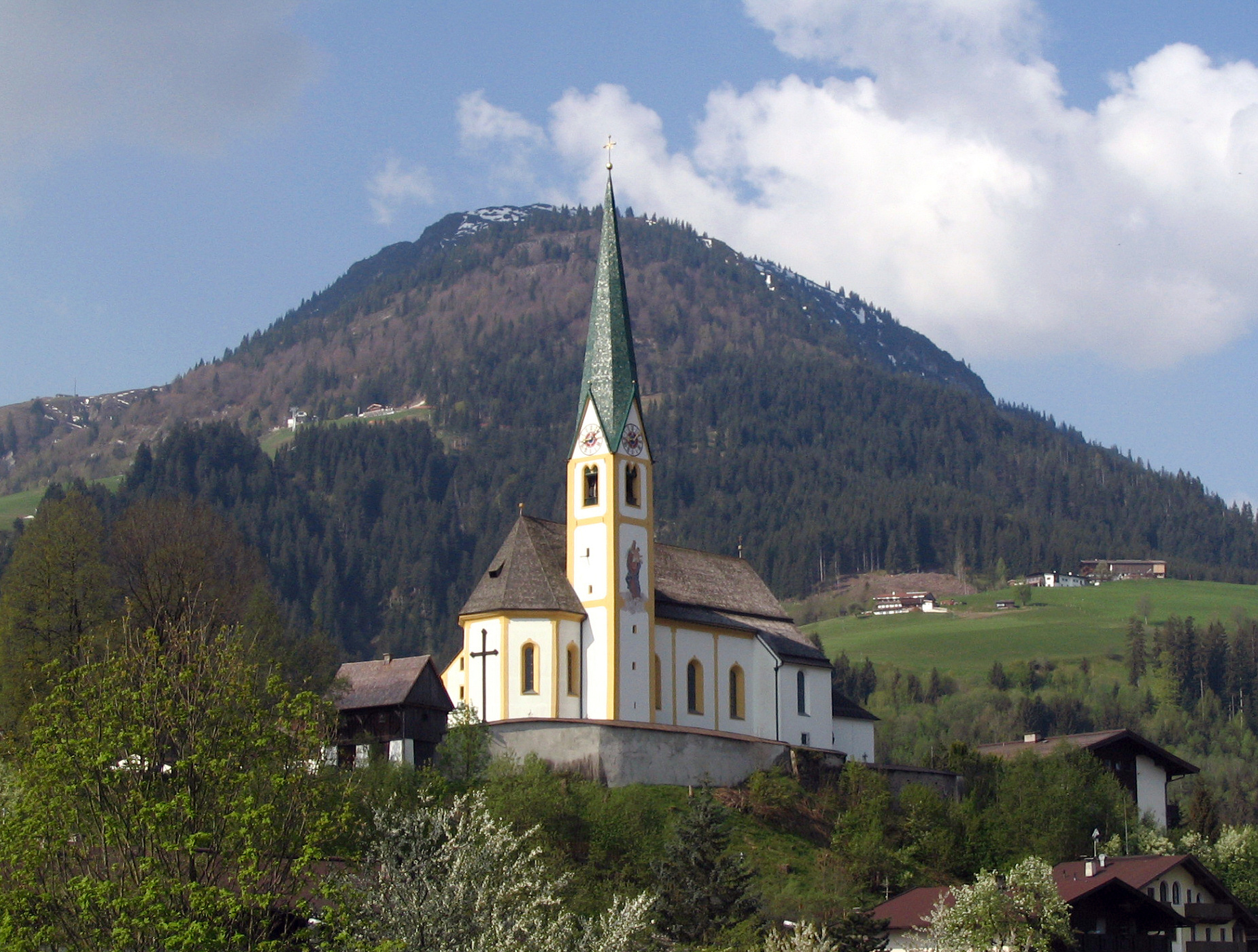
Församlingskyrkan.

Kirchberg in Tirol är en kommun i distriktet Kitzbühel i förbundslandet Tyrolen i Österrike. Kirchberg in Tirol ligger cirka 6 kilometer väster om staden Kitzbühel. Kommunen har 5 320 invånare (2024).

## Sport och fritid
Platsen är en vintersportort, och här har bland annat internationella tävlingar i alpin skidsport avgjorts.